# 政治指导员
政治指导员，簡稱指导员，在部分國家，尤其是社會主義国家由於以「黨指揮槍」為治軍綱領，通常在基层单位如连、中队设立，主要負責處理共產黨的主要工作及思想政治工作的特殊職位，目的是確保軍隊接受共產黨的領導。
政治指导员與同級的连长或中队长等军事（或行政）主官為同級首長，實行的是雙首長制（如同中国省／市／县区／乡镇的行政首长與黨委書記），擁有相同的權力，互相制衡。政治指导员是共產黨在軍隊的代表。

## 中華民國國軍
中國國民黨在孫中山的聯俄容共政策後轉型為細胞型政黨，在蔣介石成立黃埔軍校後，北伐時期的國民革命軍就轉型為黨軍，黃埔軍校首傚蘇聯制度，以便由黨控制部隊，沿用蘇聯紅軍之政治委員編制，在各連以上單位設「國民黨代表」。北伐後，黨軍改稱「國民革命軍」，連、營之黨代表改為「政工指導員」，簡稱「指導員」。至1969年，改稱「政治工作」為「政戰工作」，並將「指導員」改為「政戰輔導長」，簡稱「輔導長」。
现在，基層連隊設立政戰排長、連輔導長。各級部隊政戰官、心輔官、保防官或政戰主管（營輔導長、群處長及旅、軍團、司令部之政戰主任）。

## 苏联红军
1918年2月23日创建工农红军；1918年4月6日公布了第一个政治委员条例，政治委员有最后决定权。1919年开始在连队设立政治指导员。1925年3月6日，联共（布）中央批准《关于在红军实行一长制》。1937年8月10日，联共（布）中央批准工农红军政治委员条例，再度恢复政治委员制。1940年8月12日，苏联最高苏维埃主席团颁布《关于加强红军和红海军一长制的命令》，废除政治委员制，设立负责党政工作的各级政治副指挥员职务。1941年7月16日，苏联最高苏维埃主席团发布《关于改组政治宣传机关及在工农红军中实行政治委员制度》，“要求像在反对外国武装干涉的国内战争期间那样，提高政治工作人员的作用和责任”。1942年10月9日，苏联最高苏维埃主席团颁布关于建立完全的一长制，取消政治工作首长的最后决定权。1943年5月底，苏联国防委员会决定废除政治副连长职务。

## 中华人民共和国

### 中国人民解放军和武装警察部队
1927年南昌起义、秋收起义建立人民军队后，连队设立党代表。如罗荣桓任秋收起义部队三湾改编后的第一师第一团特务连党代表、粟裕担任过红28团第3连党代表。1928年7月中共六大通过的《军事工作决议案（草案）》规定“采用苏联红军组织的经验，实行政治委员与政治部制度”，至1930年，连党代表均改称政治指导员。
现在解放军、武警部队的各建制连队（或相当于连级的分队）均设政治指导员。一般担任连队的党支部书记。政治指导员和连长同为全连人员的首长，对本单位的各项工作共同负责；政治指导员对全连的政治工作负主要责任。

### 执法勤务机构
在公安机关思想政治工作实行“一岗双责”：行政一把手是本单位思想政治工作的第一责任人，政委、政治教导员、政治指导员是直接责任人，分管领导对分管业务范围内民警的思想政治工作负有重要责任。因此，行政一把手对所在单位的各项工作负总责，是第一责任人；而政委、政治教导员、政治指导员是分管民警的思想政治工作的领导。
副科级（不含）以下的基层所队单位设立政治指导员： 
- 公安派出所指导员
- 各执法（例如刑侦、经侦、治安等等等）中队指导员

## 知名政治指导员
- 被误称为派出所指导员的黄元雄（遭到美国政府制裁）

## 外部連結
- The Communist Party and the Red Army （页面存档备份，存于）, Leon Trotsky